# Aphengium curtum
Aphengium curtum – gatunek chrząszcza z rodziny poświętnikowatych i podrodziny Scarabaeinae.

## Taksonomia
Gatunek ten opisany został po raz pierwszy w 2015 roku przez Fernanda A.B. Silvę i Fernanda Z. Vaz-de-Mello na łamach „Zootaxa”. Jako lokalizację typową wskazano Itabunę w brazylijskim stanie Bahia. Epitet gatunkowy oznacza po łacinie „krótkie” i odnosi się do ciała zwierzęcia.

## Morfologia
Chrząszcz o ciele długości od 6 do 7 mm. Głowa i przedplecze są gładkie, jedwabiście połyskujące, porośnięte krótkimi i niemal niewidocznymi szczecinkami. U samicy okolica nadustka jest lekko pomarszczona i opatrzona słabo wgłębionymi punktami. Punkty dołkowane na głowie są rozproszone, grube i płytkie lub nie ma ich wcale. Przedplecze ma kąty przednie i boczne większe niż 90°, krawędzie między kątami bocznymi a tylnymi proste, powierzchnię przednio-boczną zaopatrzoną w podłużną i połyskującą nabrzmiałość, a punktowanie dołkowate ograniczone do części bocznych i tylnej, niestykające się. Zaokrąglone, wysklepione pokrywy porośnięte są drobnymi i prawie niewidocznymi szczecinkami oraz urzeźbione dołkowatymi punktami oddalonymi od siebie na co najmniej trzy swoje średnice. Genitalia samca mają o połowę krótsze od fallobazy paramery z niemal prostymi krawędziami grzbietowymi i brzusznymi oraz wyostrzonymi wierzchołkami.

## Ekologia i występowanie
Owad ten zasiedla wtórne lasy deszczowe oraz roślinność typu Cabruca w obrębie formacji Mata Atlântica. Postacie dorosłe żerują na odchodach ssaków.
Gatunek neotropikalny, endemiczny dla Brazylii, znany tylko ze stanu Bahia.